# La Niña Gaby
Gabriela Mendoza conocida por su nombre artístico La Niña Gaby (Caracas, 27 de febrero de 1981) es una bailarina, exmodelo,  coreógrafa, profesora de baile, actriz y Vedette venezolana. Fue una de las bailarinas más destacadas y sex symbol de la televisión venezolana durante la década de los 2000.
Es conocida por el programa La guerra de los sexos que transmitía Venevisión y Univisión, donde fue bailarina e interpretó al personaje de La Chacalita. También destacó en Mega Match (2005-2006) y El gran navegante (2007-2008).

## Biografía
Mendoza, se inició en el medio artístico desde la década de 1990 donde fue integrante del grupo infantil los Mini pops de Súper Sábado Sensacional. También tuvo participación ocasional en El club de los tigritos. De adulta joven tuvo pequeñas participaciones en telenovelas de RCTV. Estudio actuación de la mano de la actriz Beatriz Valdés y en la academia de actuación de Venevisión.
Fue bailarina del grupo de género urbano Calle ciega, incluso tuvo su propio tema musical Vestido rojo, fue corista de algunas canciones del grupo Doble impacto, fue bailarina de exitosos programas como Mega match y La guerra de los sexos, en este último también interpretaba el personaje de La Chacalita, con este show se dio a conocer en países como República dominicana, Puerto Rico y Ecuador.
Se dio a conocer por bailar el tema musical Za Za Za de la agrupación mexicana Grupo Climax, también popularizó los temas musicales "Me dicen la gata" de Flor de la V o "El camarón" de Ricky Maravilla, Gaby integró el grupo de baile "La niña gaby y los megatecos" en el Mega Match.
De la mano de los productores: Ricardo Peña, Mery Cortez y Joaquín Riviera tuvo importantes participaciones en los espectáculos musicales más populares de Venevisión, como el Miss Venezuela. También tuvo su propia academia de baile
Fue actriz en obras de teatro como Fabiola abusadorcita de Luis Moncho Martínez o El mundo de oz y Hercules de Viviana Gibelli.

## Trayectoria

### Telenovelas
| Año  | Título         | Rol                | Canal      |
| ---- | -------------- | ------------------ | ---------- |
| 1999 | Carita pintada |                    | RCTV       |
| 2008 | La vida entera | Asistente del mago | Venevisión |

### Televisión
| Año       | Título                                | Rol                        |
| --------- | ------------------------------------- | -------------------------- |
| 1991-1995 | Súper Sábado Sensacional              | Bailarina de los mini pops |
| 1992      | Miss Venezuela 1992                   | Bailarina                  |
| 1994      | El club de los tigritos               | Bailarina                  |
| 2004-2009 | La guerra de los sexos                | Bailarina / La Chacalita   |
| 2004      | Feria internacional de San Celestino  | Bailarina                  |
| 2004-2006 | Festival Internacional de la Orquídea | Bailarina                  |
| 2005      | Miss Venezuela 2005                   | Bailarina                  |
| 2005-2006 | Mega Match                            | Bailarina                  |
| 2006      | Miss Venezuela Mundo 2006             | Bailarina                  |
| 2006      | Serie del Caribe 2006                 | Bailarina                  |
| 2007      | Copa América 2007                     | Bailarina                  |
| 2008      | El Gran Navegante                     | La torturadora             |
| 2009      | El Precipicio                         | La Chacalita               |

### Cine
- Son de la calle (2009)  de Julio Cesar Bolívar

### Teatro
- Fabiola abusadorcita.. (2005)
- El Mundo de Oz de Viviana Gibelli (2006-2007) - Niña de hojalata
- La caja musical (2010)
- Hercules de Viviana Gibelli (2010) - Afrodita